# Gigamakalata
Gigomakalata (Toromys) – rodzaj ssaków z podrodziny kolczaków (Echimyinae) w obrębie rodziny kolczakowatych (Echimyidae).

## Rozmieszczenie geograficzne
Rodzaj obejmuje gatunki występujące w Peru i Brazylii; niepotwierdzone dane pochodzą ze wschodniego Ekwadoru.

## Morfologia
Długość ciała (bez ogona) 210–303 mm, długość ogona 180–285 mm; masa ciała ok. 315 g.

## Systematyka
Rodzaj zdefiniowali w 2005 roku brazylijscy teriolodzy – Gilson Evaristo Iack-Ximenes, Mario de Vivo i Alexandre Reis Percequillo – w artykule zatytułowanym Nowy rodzaj Loncheres grandis Wagner, 1845, z komentarzami taksonomicznymi dotyczącymi innych nadrzewnych kolczakowatych (Rodentia, Echimyidae), opublikowanym w czasopiśmie „Arquivos do Museu Nacional”. Gatunkiem typowym jest (oryginalne oznaczenie) gigamakalata amazońska (T. grandis).

### Etymologia
Toromys: lokalna, amazońska nazwa rato-toró lub toró dla nadrzewnych kolczaków; gr. μυς mus, μυος muos ‘mysz’.

### Podział systematyczny
Do rodzaju należą następujące gatunki:
| Grafika | Gatunek             | Autor i rok opisu               | Nazwa zwyczajowa       | Podgatunki         | Rozmieszczenie geograficzne | Podstawowe wymiary                              | Status IUCN |
| ------- | ------------------- | ------------------------------- | ---------------------- | ------------------ | --- | ----------------------------------------------- | ----------- |
|         | Toromys albiventris | L.H. Emmons & P.-H. Fabre, 2018 |                        | gatunek monotypowy | endemit Peru: znany z dwóch miejsc wzdłuż rzeki Ukajali | DC: brak danych DO: brak danych MC: brak danych | NE          |
|         | Toromys rhipidurus  | (O. Thomas, 1928)               | makalata peruwiańska   | gatunek monotypowy | zachodnia Amazonia w północno-wschodnim Peru i skrajnie południowo-wschodniej Kolumbii (Puerto Nariño); niepotwierdzony w Ekwadorze; zakres wysokości: 90–160 m n.p.m. | DC: 21–26 cm DO: 18–21 cm MC: około 315 g       | DD          |
|         | Toromys grandis     | (J.A. Wagner, 1845)             | gigamakalata amazońska | gatunek monotypowy | endemit Brazylii: obie strony dolnego biegu rzeki Amazonka, od rzeki Rio Negro do jej ujścia na wyspie Caviana                                                         | DC: około 30 cm DO: około 28 cm MC: brak danych | LC          |

Kategorie IUCN:  LC  – gatunek najmniejszej troski,  DD  – gatunki o nieokreślonym stopniu zagrożenia;  NE  – gatunki niepoddane jeszcze ocenie.